# Хезарфен Ахмет-челеби

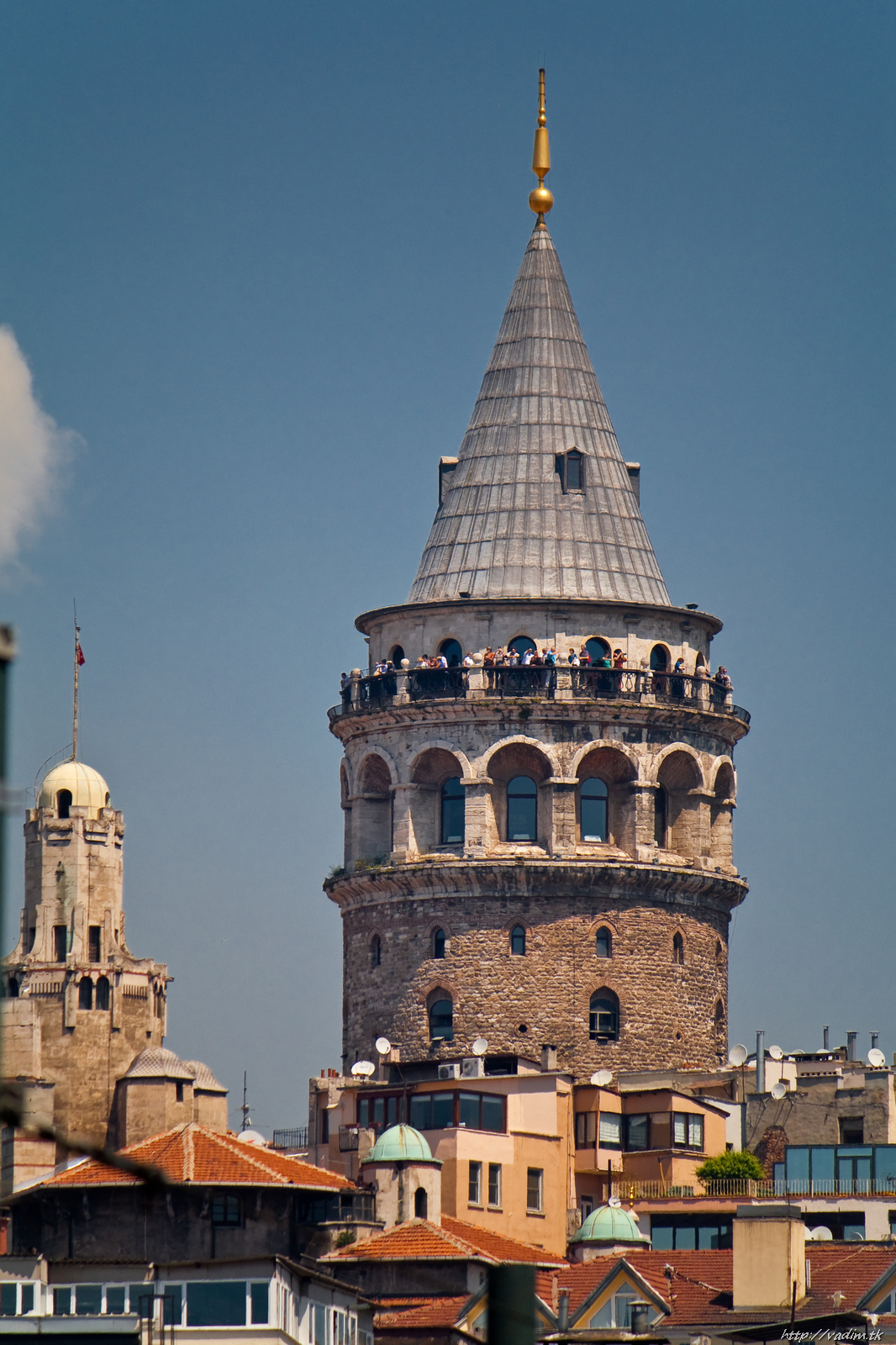
Галатская башня, с которой Хезарфен начал свой первый полёт.

Хезарфе́н Ахме́т Челеби́ (тур. Hezârfen Ahmed Çelebi; 1609—1640) — легендарный османский инженер-изобретатель из Стамбула. Перелетев через Босфор на самодельных крыльях в 1632 году, он вошёл в историю как один из пионеров авиации. Единственным подтверждением этому является краткая запись знаменитого путешественника Эвлии Челеби.

## Биография
Прозвище Хезарфен (перс. هزار‎ хезар + араб. فنّ‎ фенн — тысяча знаний) Ахмет Челеби получил за свои обширные научные познания от известного путешественника Эвлии Челеби. Последний посвятил Хезарфену всего три предложения в своём десятитомном труде; больше Хезарфен не упоминается ни в одном современном ему источнике. Несмотря на это, его история широко известна в Турции.
Сначала учёный Хезарфен восемь или девять раз пробовал летать над Окмейданы на сконструированном им аппарате формы орлиных крыльев. Наконец, после долгих приготовлений и многочисленных испытаний, в 1632 году Хезарфен спрыгнул с вершины Галатской башни (55 м) и на своих самодельных крыльях перелетел через пролив Босфор и приземлился на площади Доганджилар в Ускюдаре, азиатской части города, без каких-либо травм. Таким образом, он пролетел около 3,5 км.
Весть об этом событии сразу облетела всю Османскую империю. Вскоре султан Мурад IV, наблюдавший за полётом учёного из своего дворца на мысе Сарайбурну, пригласил Хезарфена к себе и наградил его кошельком золота. Однако вскоре религиозные лидеры и советники султана заставили его изменить своё решение: видя решительность и бесстрашие Хезарфена, Мурад посчитал опасным держать такого человека в столице империи. После этого учёный был сослан в Алжир, где умер в возрасте 31 года.
Эвлия Челеби также рассказывает о брате Хезарфена Лагари Хасане Челеби, который, как утверждается, осуществил первый успешный пилотируемый запуск ракеты.

Траектория (глиссада) полёта Хезарфена из европейской части Стамбула в азиатскую.

В 1648 году Джон Уилкинс сообщал о том, что Де Бусбек, австрийский посол в Константинополе в 1554—1562 годах, наблюдал попытки одного турка осуществить полёт. Однако, по-видимому, это произошло почти на целый век раньше, чем Челеби перелетел через Босфор.

## В культуре
- Небольшой частный аэродром в западной части Стамбула назван в честь Хезарфена. (Istanbul Hezarfen Airfield)
- Мечеть рядом с аэропортом Ататюрка в Стамбуле носит название «Хезарфен Ахмет Челеби»[3].
- Турецкий художественный фильм 1996 года «Стамбул под моими крыльями»[англ.] повествует о жизни Хезарфена Ахмета Челеби и его брата Лагари, сконструировавшего самодельную ракету, а также показывает жизнь османского общества в начале XVII века согласно записям Эвлии Челеби.
- Известный композитор Фазыл Сай сочинил симфонию для флейты най под названием «Хезарфен».
- В 2010 году во Франции был снят трёхминутный мультфильм под названием «Хезарфен. Турецкий Икар».
- В репертуаре турецкой группы Çilekeş есть песня под названием Hezarfen.
- В турецком телесериале «Великолепный век. Империя Кёсем» (2015) роль Хезарфена сыграл турецкий актёр Усхан Чакыр.